# Clara Basiana
Clara Basiana Cañellas, née le 23 janvier 1991 à Barcelone, est une nageuse synchronisée espagnole.

## Carrière
Clara Basiana remporte aux Jeux olympiques de 2012 la médaille de bronze par équipes avec Andrea Fuentes, Ona Carbonell, Alba Cabello, Margalida Crespí, Thais Henríquez, Paula Klamburg, Irene Montrucchio et Laia Pons.
Retraitée depuis 2016, elle crée la polémique le 13 juin 2021 avec ce commentaire pour la chaîne catalane TV3 de la qualification olympique de deux nageuses israéliennes : "La présence internationale d’Israël, déclare-t-elle, est une autre stratégie pour blanchir le génocide et les violations des droits de l’Homme qu’ils commettent contre le peuple palestinien." 